# Ficción de explotación

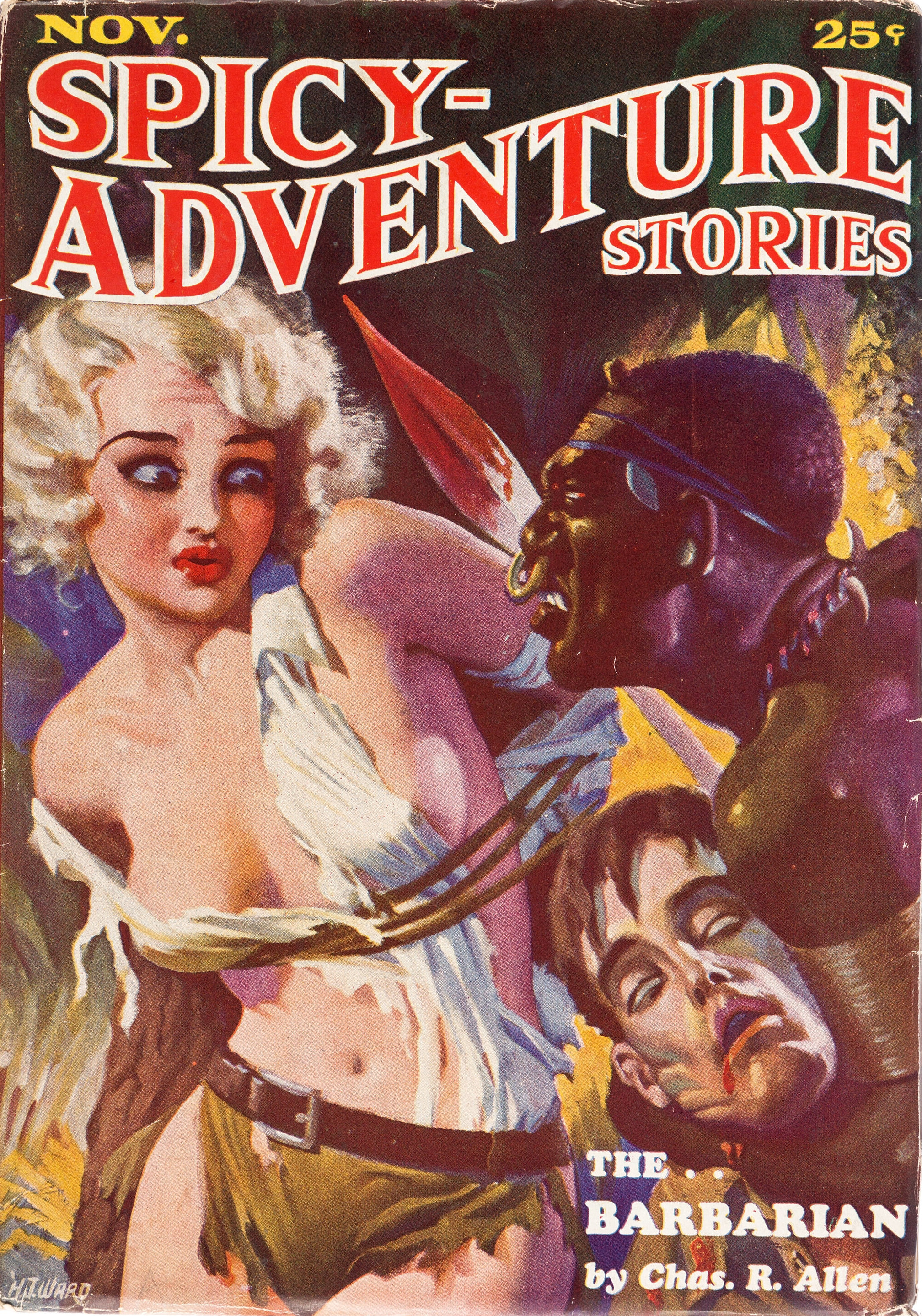
Spicy-Adventure Stories: The Barbarian (1934).

La ficción de explotación (inglés: exploitation fiction) es un género literario de la ficción que se caracteriza por la presencia regular o explotación de temas relacionados con el comportamiento sexual humano, la violencia, las drogas y otros elementos que resaltan los intereses lascivos. La ficción de explotación presenta escenarios eróticos o violentos en una manera irreal o magnificada que no se califica como obscenidad o pornografía, por lo que resulta el atributo clave del éxito comercial de distintos formatos artísticos de consumo masivo como las revistas de formato pulp, los comic books, el cine y la televisión. Este género de la ficción se vale de distintas temáticas lascivas, en ocasiones inmorales, que funcionan como elementos complementarios de la trama central de la obra; algunas temáticas de la ficción de explotación incluyen: el erotismo, el sexo implícito, sexo explícito, el sexo real, el semi-desnudo, el desnudo, la homosexualidad, el transgénero, la masturbación, el BDSM, la muerte, el asesinato, la masacre, el uso recreativo de drogas, el consumo de bebidas alcohólicas, el crimen, la delincuencia juvenil, el suicidio, la guerra, la mutilación, el canibalismo, la interracialidad, la prostitución, el abuso sexual, el secuestro, el crimen organizado, el desastre, los accidentes de tráfico, la detonación de armas, el maltrato animal, el aborto inducido y el ocultismo.
El género comenzó a ser aplicado en la cinematografía, identificado como cine de explotación (inglés: Exploitation film), a partir de la década de 1930 con la inestabilidad de los códigos de censura en el Pre-code Hollywood, consiguiendo su mayor popularidad entre los años 1960 y 1980 con la eliminación de los parámetros de censura que estipulaba el Código Hays. El género cinematográfico es apreciado, normalmente, en algunas películas de culto y películas propias del cine experimental, regularmente involucrando una producción barata con poca calidad artística que no pretende colocarse como una película blockbuster de gran éxito comercial, sino como una película transgresiva.

## Características
La ficción de explotación es un tipo de literatura frecuente en novelas y revistas de carácter fantástico dedicadas principalmente al entretenimiento popular general, como la literatura pulp y las dime novels. La ficción de explotación normalmente se presenta en la literatura pulp, un formato de literatura barata que presentaba historietas de ficción que incluían diversos elementos exóticos y fantásticos en el argumento.
Los elementos comunes en la ficción de explotación suelen incluir: sexo explícito, homoerotismo, temática LGBT, desnudos, fetichismos sexuales, abuso sexual, masoquismo, sadismo, consumo de drogas, violencia, guerra, masacre, asesinato y  ocultismo.

### Spicy & Saucy
El spicy & saucy (traducido al español como picante & pícaro) es un género propio de la literatura pulp que contiene elementos de la literatura de explotación relacionados con una temática de carácter erótico. El spicy & saucy incluía un argumento simple resaltado de escenarios y contextos eróticos en los que intervenían diferentes componentes sexuales como el sexo explícito, los desnudos de los personajes, los fetichismos sexuales, la libido, el abuso sexual y el homoerotismo (literatura pulp gay y literatura pulp lésbica). El género de spicy & saucy frecuentemente combina el argumento erótico con un argumento violento.

### Weird Menace
El weird menace (traducido al español como «amenaza extraña») es un género de la literatura pulp derivado de la ficción de horror y la weird fiction («ficción de lo extraño»). El weird menace frecuentemente incluye escenarios violentos que involucran el sadismo, el masoquismo, la crueldad, la brutalidad y escenas gráficas eróticas y de tortura. El weird menace se vuelve popular en la década de los años 1930 en editoriales como Terror Tales y Horror Stories. Este género se diversificaba, incluyendo diferentes componentes como el ocultismo, el terror, la espada y brujería, el men's adventure, la novela negra, el spicy & saucy y el hard boiled, resaltando la violencia y la masacre.

### Hard Boiled

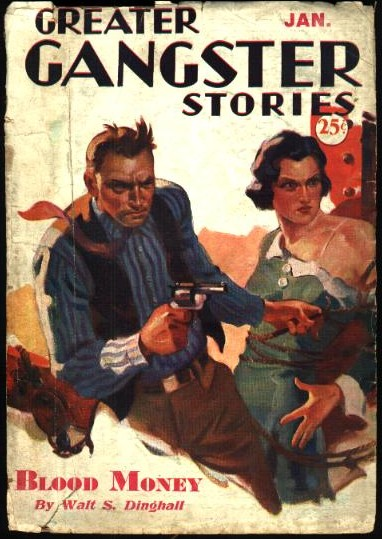
Portada de Greater Gangster Stories (1934).

El hard boiled (traducido del inglés como «cocido duro», haciendo referencia a la preparación de un huevo) es un género habitualmente publicado en formato pulp que narraba historias de la ficción criminal, de manera similar a la novela negra. El hard boiled tiene la característica de incluir elementos de la ficción de explotación al argumento de la historia, involucrando normalmente el asesinato, la extrema violencia y distintos contextos eróticos que normalmente derivan en el sexo explícito. Los textos eran narrados en estilo libre y normalmente eran protagonizados por personajes masculinos que se envolvían en crímenes y que recurrían a la violencia para salir de ellos.

### Men's adventures
El men's adventures (traducido del inglés como «aventuras de hombres») es un subgénero de la ficción de aventuras (normalmente involucrando elementos de distintos géneros como el Hard-boiled, la ficción bélica o el western) que se caracteriza por la protagonización de un personaje masculino. Las historias frecuentemente incluyen escenas de violencia en la que el protagonista de una manera irreal logra vencer a sus enemigos o logra enfrentar innumerables peligros para rescatar a un personaje femenino en peligro. Las historias frecuentemente incluyen una temática erótica que puede derivar en el sexo explícito.